# 篤亭駅
篤亭駅（ドクチョンえき）は、大韓民国仁川広域市西区白石洞にある仁川交通公社（仁川都市鉄道）2号線の駅である。駅番号はI206。

## 駅構造
相対式ホーム2面2線の地下駅である。

### のりば
| 上り | ●2号線 | 黔丹梧柳方面                   |
| 下り | ●2号線 | 黔岩・朱安・仁川市庁・雲宴方面 |

## 駅周辺
- Eマート黔丹店
- MEGABOX（朝鮮語版）黔丹店
- 白石高等学校（朝鮮語版）
- 韓国ジュエリー高等学校（朝鮮語版）
- 仁川税務高等学校（朝鮮語版）
- 白石中学校

## 歴史
- 2015年10月5日：駅名が篤亭駅に確定[1]。
- 2016年7月30日：2号線開通と同時に営業開始[2]。

## 隣の駅
仁川交通公社（仁川都市鉄道）
●2号線
完井駅 (I205) - 篤亭駅 (I206) - 黔岩駅 (I207)